# 山の手 (厚岸町)
山の手（やまのて）は、北海道厚岸郡厚岸町にある町名。1丁目から3丁目で構成される。郵便番号は088-1120。

## 地理
厚岸市街地の北部に位置し、真栄、住の江、宮園と隣接している。

## 歴史
厚岸町字名改正事業によって新たに生まれた町名である。

### 沿革
- 2007年（平成19年）7月30日 - 厚岸町字名改正事業に伴い、字住の江町、字宮園町のそれぞれ一部をもって山の手1丁目から3丁目が成立する[2][3]。

## 世帯数と人口
2023年（令和5年）3月31日現在の世帯数と人口は以下のとおりである。
| 地区名 | 世帯数  | 人口  |
| ------ | ------- | ----- |
| 山の手 | 181世帯 | 407人 |

## 小・中学校の学区
町立小・中学校に通う場合、学区は以下の通りとなる。
|      | 小学校             | 中学校             |
| ---- | ------------------ | ------------------ |
| 全域 | 厚岸町立真龍小学校 | 厚岸町立真龍中学校 |

## 交通
- 国道44号
- 北海道道123号別海厚岸線

## 施設
- 厚岸町森林組合